# Oswald Muris
Oswald Waldemar Muris (* 7. Dezember 1884 in Ludgerstal, Landkreis Ratibor; † 18. April 1964 in Wiesbaden) war ein deutscher Geograf und Geografiedidaktiker.

## Leben
Oswald Muris war der Sohn eines Bauunternehmers. Er besuchte das Realgymnasium in Ratibor bis zum Abitur 1907, studierte Deutsch, Geografie und Geschichte in Halle, Breslau und Greifswald bis zur Promotion in Geografie 1911 und zum Staatsexamen 1912. Anschließend folgte die Lehrerausbildung in Beuthen und Ratibor. In Oppeln und Grünberg unterrichtete er als Oberlehrer, ab April 1918 als Studienrat in Oppeln und ab 1920 in Berlin.
1929 wurde er als Professor für Erdkunde an die Pädagogische Akademie in Hannover berufen und 1932 nach Halle (Saale) versetzt. Von 1934 bis 1939 war er Professor für Erziehungswissenschaft und Erdkunde sowie Direktor der Hochschule für Lehrerbildung in Dortmund, ab 1938 in Frankfurt (Oder).
Zum 1. April 1933 trat Muris der NSDAP bei (Mitgliedsnummer 1.776.680) und schloss sich im selben Jahr auch der SA an. 1934 wurde er Gausachbearbeiter für Erdkunde im Nationalsozialistischen Lehrerbund (NSLB) im Gau Westfalen-Süd, 1941 Leiter der Reichsarbeitsgemeinschaft für Atlantenfragen. Muris folgte dem Heimatkundekonzept von Eduard Spranger und der völkischen Psychologie von Erich Jaensch.

## Schriften
- Hansa-Weltatlas. Berlin 1933 und öfter (bis 1955).
- Erdkunde und nationalpolitische Erziehung. Hirt, Breslau 1934.
- Welt-Bildatlas. Ein Kartenwerk zum Verständnis des Zeitgeschehens. Pfahl-Verlag, Laupheim 1955.
- Der Globus im Wandel der Zeiten. Eine Geschichte der Globen. Columbus Verlag Oestergaard, Berlin und Beutelsbach 1961.